# Ormosia lotida
Ormosia lotida là một loài ruồi trong họ Limoniidae. Chúng phân bố ở miền Cổ bắc.